# イヴァン・ミャータン
イヴァン・ミャータン（Ivan Mjartan、1958年8月31日 - 2018年4月9日）は、スロバキアの政治家。駐チェコ大使、文化相、および人民党・民主スロバキア運動総裁を務めた。

## 生涯
モスクワ大学で人工知能工学を専攻し1970年に卒業。モスクワの化学工学研究所に入り自動制御システムを研究。1982年よりチェコスロバキア・ラジオの科学技術部に編集者として勤務。主に国際的事案を担当し、ビロード革命では反体制派を支援した。ヴラジミール・メチアルとは盟友関係にあり、ミャータンのラジオ番組はラジオ・メチアルと呼ばれた。1991年春、政治運動組織「暴力に反対する公衆」からヴラジミール・メチアルが分流して政党「民主スロバキア運動」が結成されると、ミャータンはそれに同調。1992年にラジオ局を離れ、同党の候補者名簿上位に加わった。1992年の選挙でブラチスラヴァ選挙区から人民院議員に当選。1992年12月のチェコスロバキア分離後も議員として残った。
第二次ヴラジミール・メチアル政権にてミャータンは文化相を務めた。1993年から1998年まで駐チェコ大使。